# Плетньов Петро Олександрович
Петро Олександрович Плетньо́в (10 21 серпня 1792, Тверська губернія — 29 грудня 1865 10 січня 1866, Париж) — критик, поет пушкінської епохи, професор і ректор Імператорського Санкт-Петербурзького університету.

## Біографія
Освіту здобув в тверській семінарії (1811) і в Головному Педагогічному інституті (1814). Працював учителем словесності в жіночих інститутах, кадетських корпусах і в Санкт-Петербурзькому благородному пансіоні. За рекомендацією В. А. Жуковського, з 1828 року Плетньов викладав літературу спадкоємцю престолу Олександру II і великим князівнам. У 1832 році зайняв кафедру російської словесності в Санкт-Петербурзькому університеті, в якому з 1840 до 1861 року перебував ректором.
Дуже рано Плетньов близько зійшовся з Пушкіним та іншими корифеями пушкінського гуртка. Характеру вкрай м'якого, делікатного і послужливого, Плетньов був вірним і турботливим другом, до якого зверталися і Жуковський, і Пушкін, і Гоголь; всім їм Плетньов служив і справою, і радою; думкою його вони дуже дорожили.
Уже в першій своїй критичній статті, присвяченій віршам Милонова («Соревнователь», 1822), Плетньов доводив, що поетом треба народитися, але вроджений талант повинен витратити масу праці чисто технічного, щоб цілком оволодіти формою і надати їй гармонію, витонченість, красу.

Головна заслуга Плетньова полягала в тому, що вже на початку 1820-х років, ще раніше критичних нарисів не тільки Веневітінова, Киреєвського, Надєждіна, а й Польового, він ввів характеристики поетів по суті, по внутрішній властивості їхньої поезії. Такі були ще в 1822 році оцінки Жуковського і Батюшкова.